# Ерзинкян, Сурен Езникович
Сурен Езникович Ерзинкян (Эрзинкянц) (арм. Սուրեն Եզնիկի Երզնկյան; 1881—1963) — большевистский деятель, торгпред СССР в Финляндии (1928—1930), невозвращенец.

## Биография
Происходил из семьи видного деятеля армянско-григорианской церкви. Окончил духовную семинарию в Тифлисе, историко-филологический факультет Сорбонны и юридический факультет Женевского университета. Член большевистской партии с 1918 года. С 1919 года — на подпольной работе в Грузии. В 1920—1927 годах редактировал партийные издания в Тифлисе и Баку: газеты «Кармир Астх» («Красная Звезда»), «Мартакоч» («Боевой призыв»), «Коммунист» и т. д.; автор многочисленных брошюр на армянском языке: «Литературно-критические статьи» (1923), «На литературном фронте» (1925, 1927) и др. под псевдонимом «Е. Сурен». С 1928 по 1930 годы — торгпред СССР в Финляндии. Конфликтовал с полпредами С. С. Александровским и И. М. Майским. В справке ОГПУ от 13 марта 1930 года есть свидетельство бывшего начальника экспортного отдела торгпредства С. Г. Горчакова относительно «невыносимой» атмосферы, установившейся с приездом нового торгпреда:
...Самодурство, сумасбродство, самодержавный произвол, беспринципность, безудержность и разнузданность (фаворитка, спихивающие друг друга фавориты, беспрерывные мелкие интриги), атмосфера глухой склоки — вот яркие выпуклые черты обстановки здешней работы...
Отозванный в 1930 году в Москву, стал невозвращенцем. Осуждён финскими судебными властями к 8 месяцам тюремного заключения за выдачу подложного векселя торгпредства. После освобождения из тюрьмы в марте 1932 года безуспешно просил разрешения вернуться в СССР. Во время советско-финской войны 1939—1940 годах обратился к Маннергейму c предложением своих услуг по созданию «отдела пропаганды» при его штабе:
...Если Вы решили использовать это грозное оружие отравления ядом разложения, так Отдел пропаганды необходимо поставить во всем объеме…
 Как из хорошего пулемета Отдел пропаганды должен ежедневно засыпать врага “духовной пищей-пулей”, но не грубо, а тонко-умело, учитывая “психологию” каждой русской губернии, национальности, возраста…
 Дело очень большое и серьезное, и этот яд — хуже пули. Пуля убивает того, в кого попадет, а яд пропаганды разлагает кругом, если хоть один солдат задет...
Остаток своей жизни провел в Финляндии и Швеции. Автор ряда книг на французском («Жизнь Сталина», 1938), шведском и финском языках, многочисленных статей в армянских изданиях. Псевдонимы: Lorelli, Imam Raguza.

## Семья
Отец кинодраматурга Маро Ерзинкян (1920—1990).